# Championnat de Pologne féminin de football 2013-2014
Navigation
Édition précédente Édition suivante
Le Championnat de Pologne de football féminin 2013-14 commence le 27 août 2013, sur un système aller-retour où les différentes équipes s'affrontent deux fois par phase. Le RTP Unia Racibórz, champion en titre, termine la première phase en seconde position, et ne prolonge pas le championnat.

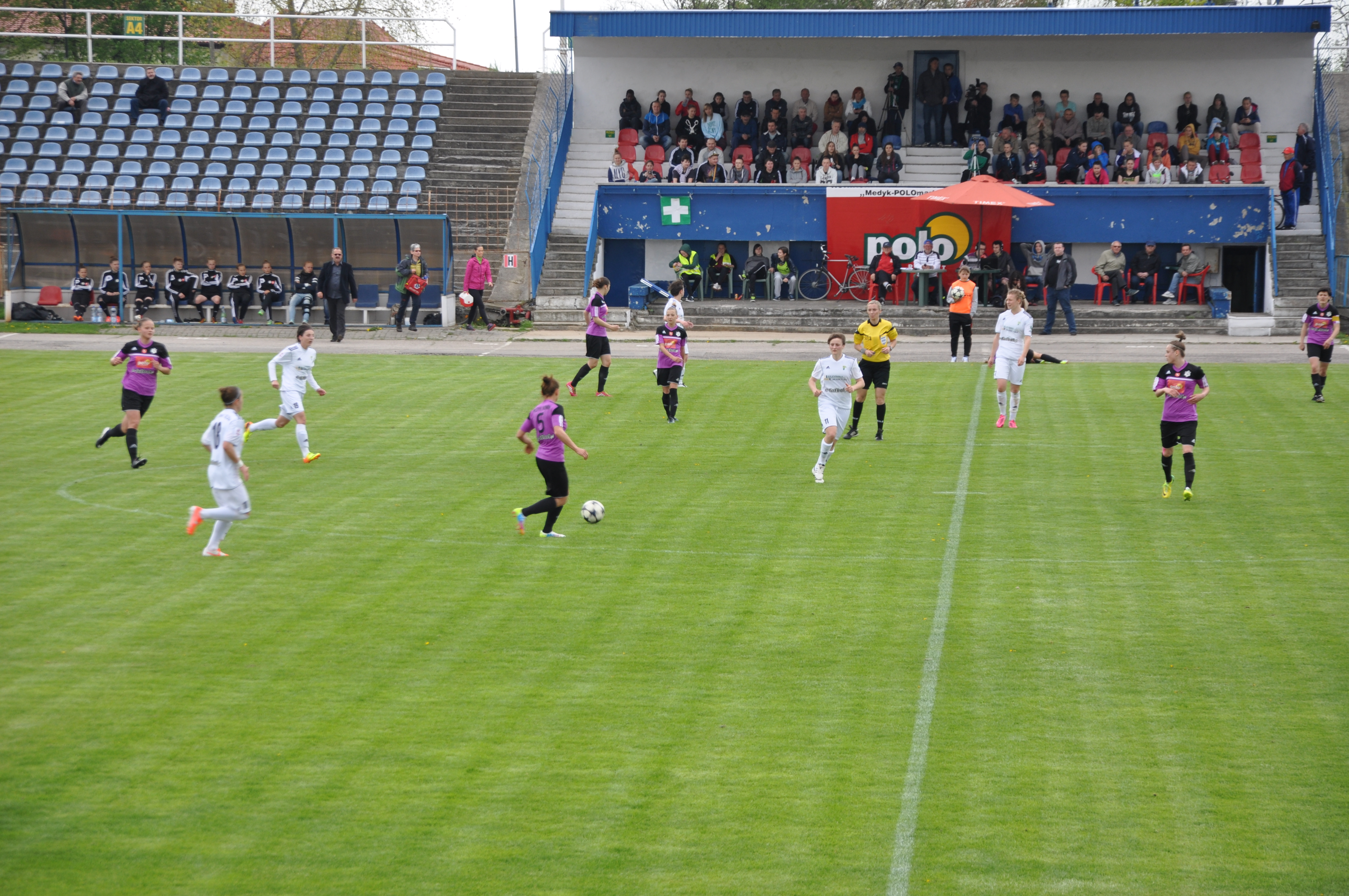
Match retour Medyk Konin - Górnik Łęczna (7-1).

## Clubs participants
- AZS Wrocław
- Medyk Konin
- RTP Unia Racibórz
- AZS PWSZ Biała Podlaska
- Mitech Żywiec
- Górnik Łęczna
- KKP Bydgoszcz
- GOSiR Piaseczno
- Zagłębie Lubin
- Gol Częstochowa

## Classement
| Rang | Équipe                 | Pts | J  | G  | N | P  | Bp | Bc | Diff |
| ---- | ---------------------- | --- | -- | -- | - | -- | -- | -- | ---- |
| 1    | Medyk Konin            | 52  | 18 | 17 | 1 | 0  | 95 | 9  | +86  |
| 2    | Górnik Łęczna          | 35  | 18 | 10 | 5 | 3  | 43 | 22 | +21  |
| 3    | AZS Wrocław            | 33  | 18 | 10 | 3 | 5  | 43 | 27 | +16  |
| 4    | Mitech Żywiec          | 30  | 18 | 9  | 3 | 6  | 35 | 35 | 0    |
| 5    | Zagłębie Lubin (P)     | 27  | 18 | 8  | 3 | 7  | 36 | 24 | +12  |
| 6    | GOSiR Piaseczno        | 20  | 18 | 6  | 2 | 10 | 25 | 41 | -16  |
| 7    | KKP Bydgoszcz          | 17  | 18 | 4  | 5 | 9  | 21 | 40 | -19  |
| 8    | AZS PSW Biała Podlaska | 14  | 18 | 4  | 2 | 12 | 12 | 44 | -32  |
| 9    | Gol Częstochowa (P)    | 6   | 18 | 1  | 3 | 14 | 9  | 82 | -73  |
| -    | Unia Racibórz (T)      | 22  | 18 | 7  | 1 | 10 | 37 | 32 | +5   |

| Légende : Qualifications et relégations | Légende : Qualifications et relégations                                |
| --------------------------------------- | ---------------------------------------------------------------------- |
|                                         | Ligue des champions féminine de l'UEFA 2014-2015 (seizièmes de finale) |
|                                         | Barrages de relégation contre le 2e de 2e division                     |
|                                         | Relégation en 2e division                                              |
|                                         | (T) : Tenant du titre 2012-2013 (P) : Promu en 2012-2013               |

## Meilleures buteuses
- Anna Żelazko est élue meilleure buteuse du championnat avec 23 buts (12 avec l'Unia Racibórz et 11 avec le Górnik Łęczna)
- Ewa Pajor (Medyk Konin), 22 buts
- Anna Gawrońska (Medyk Konin), 21 buts